# Carex festucacea
Carex festucacea Schkuhr ex Willd., es una especie rara de planta herbácea de la familia Cyperaceae.

## Hábitat
Se  encuentra a lo largo del borde de los Quercus macrocarpa en los Estados Unidos.

## Descripción
Es una planta herbácea con estrechas hojas y un poco más alto tallos, rematado por una espiga en forma  como de un desbordante cono de helado. El eje de la espiga es a menudo arqueado en la cumbre, pero la alternancia de espiguillas en todo el eje, crea una apariencia de zig zag."

## Taxonomía
Carex festucacea fue descrita por Schkuhr ex Willd. y publicado en Species Plantarum. Editio quarta 4(1): 242. 1805.
Etimología
Ver: Carex
festucacea; epíteto que significa "como Festuca".
Sinonimia
- Carex straminea var. festucacea (Schkuhr ex Willd.) Tuck.
- Vignea festucacea (Schkuhr ex Willd.) Rchb.[3][4][5]